# Мортеза Пураліґанджі
Мортеза Пураліґанджі (перс. مرتضی پورعلی گنجی, *нар. 19 квітня 1992, Бабол) — іранський футболіст, захисник клубу «Персеполіс» і національної збірної Ірану.

## Клубна кар'єра
У дорослому футболі дебютував 2010 року виступами за команду клубу «Нафт Тегеран», в якій провів п'ять сезонів, взявши участь у 71 матчі чемпіонату.
5 лютого 2015 року підписав однорічний контракт з китайським «Тяньцзінь Теда», за який зіграв 26 матчів у Суперлізі, забивши 2 голи. Мортеза покинув клуб наприкінці сезону після того, як вирішив не продовжувати свій контракт.
8 січня 2016 рокуПураліґанджі відхилив кілька пропозицій від європейських та китайських команд і прийняв пропозицію катарського «Аль-Садда». Він заявив, що можливість грати з Хаві була однією з основних причин, чому він перейшов у цей клуб. 2017 року виграв з командою Кубок Еміра Катару, Кубок наслідного принца Катару та Кубок шейха Яссіма. Станом на 30 червня 2018 року відіграв за катарську команду 39 матчів в національному чемпіонаті.

## Виступи за збірну
У складі збірної до 17 років брав участь у юнацькому чемпіонаті світу 2009 року в Нігерії, а зі збірною до 23 років поїхав у 2014 році на Азійські ігри у Інчхоні.
У січні 2015 року Пураліґанджі потрапив у заявку збірної на Кубок Азії 2015 року в Австралії. Напередодні турніру, 4 січня 2015 року, Мортеза дебютував в офіційних іграх у складі національної збірної Ірану  у товариському матчі проти збірної Іраку. На самому турнірі 23 січня 2015 року Пураліґанджі забив перший гол за національну команду в матчі чвертьфіналу проти того ж таки збірної Іраку, втім команда все ж поступилась в серії пенальті. 
Згодом у складі збірної був учасником чемпіонату світу 2018 року у Росії, де зіграв у всіх трьох матчах, але його команда не вийшла в плей-оф.
Наразі провів у формі головної команди країни 30 матчів, забивши 2 голи.

## Титули і досягнення
- Володар Кубок Еміра Катару: 2017
- Володар Кубка наслідного принца Катару: 2017
- Володар Кубка шейха Яссіма: 2017
- Чемпіон Ірану: 2022-23, 2023-24
- Володар Кубка Ірану: 2022-23
- Володар Суперкубка Ірану: 2023